# Pavel Petrovitch Dournovo
Pour les articles homonymes, voir Dournovo.
Pavel Petrovitch Dournovo, en russe :  Павел Петрович Дурново, né le 23 juillet 1874, décédé le 1er janvier 1909.
Officier de la Marine impériale de Russie, les 27 mai et 28 mai 1904, il prit part à la bataille de Tsushima au grade de capitaine 2e classe (grade correspondant à celui de lieutenant-colonel dans l'infanterie ou l'armée de l'air).
Issu de la noblesse de Saint-Petersbourg, il épousa Sofia Petrovna, princesse Volkonsky.
- 13 septembre 1888 - Pavel Petrovitch Dournovo entra dans le Corps des cadets de la Marine.
- 17 septembre 1790 - il fut admis en service actif dans la Marine impériale de Russie.
- 11 août 1892, il fut promu au grade de garde-marine (grade en vigueur dans la Marine impériale de Russie de 1716 à 1917).
- 15 août 1892 - nommé feldfebel (grade de sous-officier en vigueur en Russie jusqu'en 1917).
- 17 mai 1793 - il reçut son affectation pour servir à bord de l'Amiral Nakhimov.
- 18 juin 1894 - Assistant navigateur à bord de l'Amiral Nakhimov.
- 31 décembre 1894 - Navigateur sur le croiseur Cloche.
- 7 juin 1895 - Navigateur sur la canonnière Koretch.
- 3 août 1895 - Pavel Petrovitch Dournovo fut transféré sur l'Amiral Nakhimov.
- 16 septembre 1895 - Chef de quart sur la canonnière Koreetch.
- 2 janvier 1899 - Officier principal sur le cuirassé Peresvet.
- 14 janvier 1899 - Officier de navigation de 1er rang.
- 12 avril au 5 novembre 1899 - Officier principal de navigation sur le cuirassé de défense côtière Amiral général Apraxine.
- 1er octobre 1899 - Officier principal de navigation sur le cuirassé Peresvet.
- 15 mai 1900 - Officier principal de navigation sur le croiseur Asie.
- 19 août 1900 au 30 juin 1901 - En service à bord du Peresvet.
- 20 octobre 1900 au 17 avril 1901 - Chef du Bureau hydrographique
- 2 janvier 1903 - Adjudant-général de Son Altesse Impériale le Grand-duc Alexis Alexandrovitch de Russie.
- 10 mai 1904 - Commandant à bord du destroyer Bravyi.
- 27 mai au 28 mai 1905 - Participation à la bataille de Tsushima.
- 20 mai 1905 - Promu capitaine 2e classe.
- 6 décembre 1905 - Commandant de la canonnière Kivinetch.
- 26 février 1907 - Affecté dans le 8e équipage naval.
- 26 janvier 1909 - Supprimé de la liste des marins en activité dans la Marine impériale de Russie.

## Distinctions
- 1er janvier 1904 : Ordre de Sainte-Anne (3e classe)
- 18 septembre 1905 : Ordre de Saint-Georges (4e classe)

## Sources
- (ru) Cet article est partiellement ou en totalité issu de l’article de Wikipédia en russe intitulé « Дурново, Павел Петрович » (voir la liste des auteurs).